# Голінко Володимир Васильович
Володимир Васильович Голінко (20 червня 1954, Новомиргород) — український військовик. Генерал-майор. Кандидат військових наук. Начальник Національної академії Прикордонних військ України імені Богдана Хмельницького (1999–2002).

## Біографія
Народився 20 червня 1954 року в місті Новомиргород Кіровоградської області. У 1977 році закінчив Голіцинське вище військово-політичне училище. Військову академію ім. М. В. Фрунзе.
З жовтня 1991 — серпень 1992 рр. — командир Московського прикордонного загону в Таджикистані.
У 1992 році прибув із Середньої Азії в Україну. З 1992 по 1993 рр. очолював Котовський прикордонний загін, який забезпечував охорону державного кордону України з Республікою Молдова.
Служив начальником управління контролю та документального забезпечення Департаменту охорони державного кордону Адміністрації Держприкордонслужби України;
У 1999–2002 рр. — Начальник Національної академії Прикордонних військ України імені Богдана Хмельницького.
Перший заступник начальника штабу Азово-Чорноморського регіонального управління, начальник штабу.
Доцент, завідувач кафедри Національної академії Служби безпеки України.